# Papaverin
Papaverin (latinsky papaver - mák) je opiový alkaloid; primárně se používá jako spazmolytikum pro léčbu spasmů (křečí) vnitřních orgánů a vazospasmu (především týkajících se střev, srdce nebo mozku) a lze jej použít i pro léčbu erektilní dysfunkce. Používá se také při léčbě akutní mezentrické ischémie. Přestože se nachází v opiu spolu s dalšími opiovými alkaloidy, jako je morfin či kodein, tak se papaverin od těchto dalších, analgetických alkaloidů strukturálně i farmakologicky liší.

## Historie
Papaverin byl objeven roku 1848 Georgem Merckem (1825–1873). Merck byl studentem německých chemiků Justuse von Liebega a Augusta Hofmanna a synem Emanuela Mercka (1794–1855), zakladatele společnosti Merck, významné německé chemické a farmaceutické korporace.

## Použití
Papaverin je v některých zemích schválen pro léčbu spasmů trávicí soustavy, žlučovodů a močovodu a pro použití jako cerebrální a koronární vazodilatátor při subarachnoidálním krvácení (v kombinace s angioplastikou) a během bypassu. Papaverin lze také použít k uvolnění hladkého svalstva při mikrochirurgickém výkonu.
Papaverin lze použít i při léčbě poruchy erekce; buďto samotný, nebo v kombinaci s další látkou. Papaverin injektovaný do tkáně penisu způsobí uvolnění hladkých svalů a následné naplnění topořívého tělesa krví, což se projeví erekcí.
Papaverin může být použit jako off-label profylaxe (prevence) migrény. Nejedná se o léčivo první volby, ale spíš jde o další možnost v případech, kdy se migrénám nedaří předcházet pomocí standardně používaných látek.
Papaverin je přítomný v některých kombinacích opiových alkaloidů, jako je papaveretum (obch. Omnopon), kde se nachází spolu s morfinem a kodeinem.
Existují případy, kdy se papaverin vyskytne jako kontaminant v nelegálně vyráběném heroinu. To mohou využít forenzní laboratoře při stopování zdroje dané zásilky drogy. Metabolity papaverinu lze potom najít v moči uživatelů nelegálního heroinu, což umožní rozeznat pouliční heroin od farmaceutického diacetylmorfinu.

## Dostupnost v Česku
V České republice (ke dni 2. ledna 2019) není zaregistrován žádný léčivý přípravek, který by obsahoval papaverin.